# 高邮市
高邮市，简称邮，是扬州市代管的县级市。位于中国江苏省中部，京杭大运河沿岸，高邮湖畔。高邮是汉唐时期的各地传信机构，也是中国唯一以“邮”命名的城市
。
2016年11月22日，国务院批复同意将江苏省高邮市列为国家历史文化名城。市人民政府駐高邮街道海潮东路28号。区域总面积为1,921.78平方公里。

## 历史
前223年，秦王嬴政在境内筑高台、置邮亭，故名高邮，别称秦邮。后人又称高沙、珠湖、盂城。西汉武帝元狩五年（前118年）由东阳县析置高邮县，属广陵国。南北朝时曾置广邺郡、神农郡，又析临泽、三归、竹塘三县。隋初郡废，三县并入高邮县。宋代先后筑有二城，名旧城、新城。宋、元时期，因置高邮军、承州、高邮路、高邮府，领辖过高邮、兴化、宝应三县，为淮扬间繁华之地。明代撤县建高邮州，辖兴化、宝应两县。自清代乾隆时起，遂为散州。古代高邮，史称“江左名区、广陵首邑”。
民国元年（1912年）废州为县。在抗日战争和国共内战期间，高邮县澄子河以南地区曾属江高行政区、江都县，高邮县湖西地区曾先后属天高县(天长县)、甘泉县、东南县、仪扬县、仪征县。中华人民共和国成立后设高邮县。1991年2月经国务院批准撤县设市（县级），4月1日正式建高邮市。

## 地理
高邮位于北纬32°38'~33°05',东经119°13'~119°50'，地处江淮平原南端，东邻兴化市，南连江都区、邗江区、仪征市，西接天长市(安徽省)、金湖县，北界宝应县。市区西南经扬州市达南京市165千米，东南经无锡市、苏州市抵上海市331千米,北距北京市980千米。高邮属于水乡平原，地势平坦，海拔一般在2～3.3米左右。土质主要为粘土，土层较厚，工程地质条件较好。高邮湖为江苏第三大湖，依傍着京杭运河，众多湖滩分布东西，数百条河流交错。

### 气候
高邮地处北亚热带北部，属亚热带季风气候。主导风为东南风，平均风速3.6米/秒；年均温15.3℃；年均降水量1036毫米，无霜期为221天。气候温和、雨量充沛、四季分明、日光充足。 
| 高邮 (1981−2010)     | 高邮 (1981−2010) | 高邮 (1981−2010) | 高邮 (1981−2010) | 高邮 (1981−2010) | 高邮 (1981−2010) | 高邮 (1981−2010) | 高邮 (1981−2010) | 高邮 (1981−2010) | 高邮 (1981−2010) | 高邮 (1981−2010) | 高邮 (1981−2010) | 高邮 (1981−2010) | 高邮 (1981−2010) |
| 月份                 | 1月              | 2月              | 3月              | 4月              | 5月              | 6月              | 7月              | 8月              | 9月              | 10月             | 11月             | 12月             | 全年             |
| -------------------- | ---------------- | ---------------- | ---------------- | ---------------- | ---------------- | ---------------- | ---------------- | ---------------- | ---------------- | ---------------- | ---------------- | ---------------- | ---------------- |
| 历史最高温 °C（°F）  | 20.5 (68.9)      | 26.5 (79.7)      | 28.3 (82.9)      | 33.4 (92.1)      | 35.6 (96.1)      | 36.6 (97.9)      | 37.9 (100.2)     | 39.8 (103.6)     | 36.1 (97.0)      | 32.6 (90.7)      | 27.6 (81.7)      | 21.7 (71.1)      | 39.8 (103.6)     |
| 平均高温 °C（°F）    | 6.2 (43.2)       | 8.5 (47.3)       | 13.2 (55.8)      | 19.8 (67.6)      | 25.6 (78.1)      | 28.7 (83.7)      | 31.4 (88.5)      | 30.9 (87.6)      | 27.1 (80.8)      | 22.0 (71.6)      | 15.4 (59.7)      | 8.9 (48.0)       | 19.8 (67.7)      |
| 日均气温 °C（°F）    | 2.1 (35.8)       | 4.1 (39.4)       | 8.5 (47.3)       | 14.7 (58.5)      | 20.3 (68.5)      | 24.3 (75.7)      | 27.6 (81.7)      | 27.0 (80.6)      | 22.8 (73.0)      | 17.4 (63.3)      | 10.7 (51.3)      | 4.4 (39.9)       | 15.3 (59.6)      |
| 平均低温 °C（°F）    | −1.1 (30.0)      | 0.7 (33.3)       | 4.6 (40.3)       | 10.2 (50.4)      | 15.9 (60.6)      | 20.7 (69.3)      | 24.5 (76.1)      | 24.0 (75.2)      | 19.5 (67.1)      | 13.7 (56.7)      | 7.0 (44.6)       | 1.0 (33.8)       | 11.7 (53.1)      |
| 历史最低温 °C（°F）  | −10.7 (12.7)     | −10.1 (13.8)     | −6.3 (20.7)      | −0.7 (30.7)      | 5.6 (42.1)       | 11.5 (52.7)      | 16.8 (62.2)      | 17.4 (63.3)      | 10.2 (50.4)      | 1.3 (34.3)       | −5.2 (22.6)      | −10.3 (13.5)     | −10.7 (12.7)     |
| 平均降水量 mm（）    | 38.1 (1.50)      | 41.8 (1.65)      | 65.8 (2.59)      | 61.6 (2.43)      | 77.5 (3.05)      | 139.5 (5.49)     | 232.4 (9.15)     | 151.9 (5.98)     | 89.2 (3.51)      | 56.1 (2.21)      | 56.0 (2.20)      | 27.0 (1.06)      | 1,036.9 (40.82)  |
| 来源：中国气象数据网 |                  |                  |                  |                  |                  |                  |                  |                  |                  |                  |                  |                  |                  |

## 行政区划
高邮市下辖2个街道办事处、10个镇、1个民族乡：
高邮街道、马棚街道、龙虬镇、车逻镇、汤庄镇、卸甲镇、三垛镇、甘垛镇、界首镇、周山镇、临泽镇、送桥镇和菱塘回族乡。

## 人口
2022年，高邮市户籍总户数249402户（比上年减少998户），户籍总人口788627人（比上年减少7849人）。其中，城镇人口38.82万人、乡村人口40.04万人；男性391558、女性397069，男女性别比98.61。

## 交通

### 铁路
- 连淮扬镇铁路：高邮北站、高邮高铁站

### 公路
- 233国道
- 344国道

## 经济
养鸭业发达，特产高邮鸭蛋（高邮咸鸭蛋），系用高邮麻鸭的蛋制成，双黄、多油，是受国家保护的原产地域产品。其他农产品还有小麦、水稻等。工业主要有机械、电器、燈具制造等门类。

## 物产
- 矿产资源有石油、泥炭、矿泉水等。
- 野生动物有秧鵽、麻鸭、银鱼等。
- 土特产品有双黄鸭蛋、秦邮董糖、界首茶干、水晶月饼等。

## 民族
高邮下属的菱塘回族乡是江苏省唯一的民族乡。

## 旅游
高邮于2016年入选国家历史文化名城。现有世界遗产1处，4A级景区2家，3A级景区5家，全国重点文物保护单位6处。

### 世界遗产
- 高邮明清运河故道：世界遗产京杭大运河的重要组成部分。

### 全国重点文物保护单位

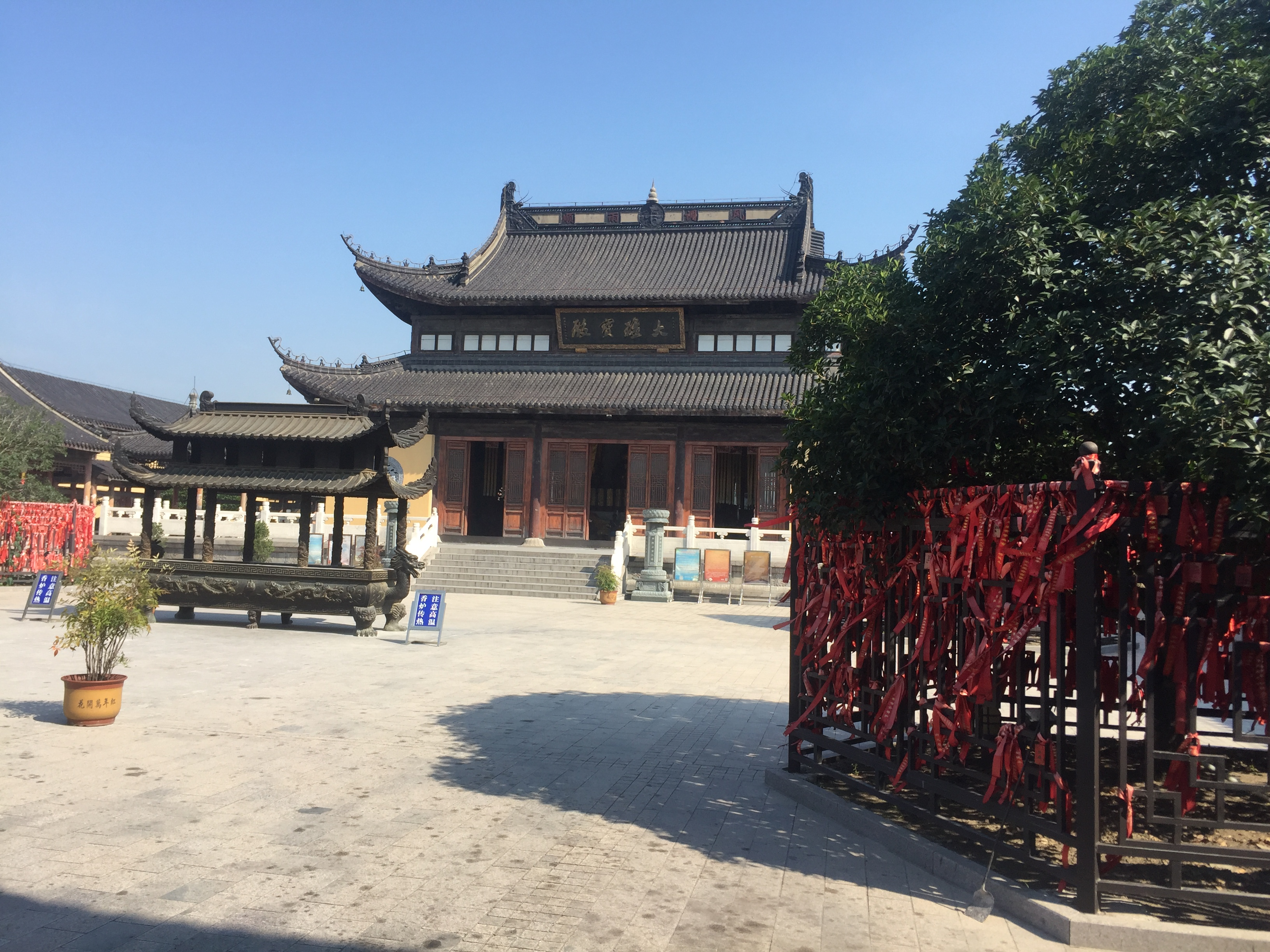
高邮市镇国寺大雄宝殿

- 盂城驿：兴建于明洪武年间，地处京杭大运河旁南京通往北方的交通要道上，其规模仅次于北京以西的鸡鸣驿城，是中国目前仅有的保存较完整的古代驿站。
- 龙虬庄遗址：约5000-7000年前的新石器时代古人类文化遗址。
- 高邮当铺：开设于清朝早中期，是研究清代典当制度的重要实物。
- 高邮明清运河故道。
- 镇国寺塔：始建于唐朝僖宗时期（874-888年），佛教寺庙。
- 平津堰：淮扬运河段唯一一个古堰。

### 江苏省文物保护单位
- 文游台：古秦邮八景之一，始建于北宋太平兴国年间。

## 语言
高邮话：高邮方言属于江淮官话洪巢片扬州小片，是扬州地方经典的江淮官话。

## 教育

### 高中
- 江苏省高邮中学

- 江苏省高邮市第一中学
- 高邮市第二中学

### 初中
- 高邮市汪曾祺学校
- 高邮市南海初级中学